# Бенволіо
Бенволіо (англ. Benvolio) —  персонаж трагедії Вільяма Шекспіра «Ромео і Джульєтта». Він племінник Монтеккі і двоюрідний брат і друг Ромео. Бенволіо невдало намагається запобігти насильству між сім'ями Капулетті і Монтеккі.

## Етимологія імені
Ім'я Бенволіо означає «добра воля» або «доброзичливець» або «миротворець». (Для порівняння: і'мя Мальволіо з «Дванадцятої ночі» — «недоброзичливець»).

## Роль у виставі
Бенволіо — племінник Монтеккі і двоюрідний брат Ромео. Шекспір зображує його як доброго й уважного чоловіка, найбільш врівноваженого з усіх Монтеккі й Капулетті, який намагається приглядати за своїм двоюрідним братом. Головна функція Бенволіо — заохотити Ромео піти на вечірку, де той закохається у Джульєтту.
У І акті намагається відволікти кузена від його захоплення Розаліною.
У ІІІ акті він виводить смертельно пораненого Меркуціо за лаштунки, а потім повертається і повідомляє Ромео про його смерть.
Бенволіо намагається пом'якшити вирок Ромео за вбивство Тібальта, розказавши князю, що не Ромео був ініціатором бою.